# Gauche communiste russe
La gauche communiste russe, courant en rupture avec la social-démocratie traditionnelle ou bolchévique, est apparue selon un processus lent et difficile. Les conceptions social-démocrates russes étaient contestées par la « gauche polonaise » (voir Leo Jogiches et Rosa Luxemburg). Le mérite revient à Trotsky d'avoir fait une première tentative dans cette direction au sein du POSDR. Celui-ci, rédacteur de l'Iskra depuis plusieurs mois, siégeait au IIe congrès du POSDR au titre de délégué de l'Union sibérienne. C'est pour fournir à ses mandants un exposé de son action lors du congrès qu'il publia en 1904 le « Rapport de la délégation sibérienne » où il s'attaque à Lénine, le comparant à Robespierre, l'accusant d'imposer au parti « sa poigne de fer », de transformer « son modeste comité central en un comité de salut public tout puissant ».
Un an après le IIe congrès, Trotsky continue ses attaques contre Lénine, qu'il surnomme alors « Maximilien Lénine » dans la brochure « Nos tâches politiques » (1904). Dans ce pamphlet il dénonce le substitutisme des méthodes léniniennes d'organisation du parti.

## Sources
- (en) Paul Avrich, « Bolshevik Opposition to Lenin : G. Miasnikov and the Workers' Group », in Russian Review, vol. 43, n°1,  p. 1-29, janvier 1984. Disponible sur JSTOR :